# Charles Leclerc
Charles Marc Hervé Perceval Leclerc (Aussprache: ʃaʁl ləklɛʁ; * 16. Oktober 1997 in Monte-Carlo) ist ein monegassischer Automobilrennfahrer. Er gewann 2016 die GP3-Serie und 2017 die FIA-Formel-2-Meisterschaft. Seit 2018 fährt er in der Formel 1, wo er seit 2019 für Ferrari an den Start geht. Sein bislang bestes Gesamtresultat in der Formel 1 erreichte Leclerc in der Saison 2022, als er hinter dem späteren Weltmeister Max Verstappen mit drei Siegen Vizeweltmeister wurde.

## Herkunft und Privates
Leclercs Vater Hervé, der ebenfalls Rennfahrer war und u. a. in den 1980er-Jahren in der Formel 3 fuhr, starb 2017 im Alter von 54 Jahren. Charles Leclerc trainierte auf der Kartbahn von Philippe Bianchi in Brignoles. Er war mit dessen acht Jahre älterem Sohn Jules Bianchi befreundet, der ebenfalls Rennfahrer war und im Juli 2015 den Folgen eines Unfalls erlag. Als Leclercs Großeltern, die Plastikproduzenten waren, im Jahr 2010 wirtschaftliche Probleme bekamen und die Finanzierung von Leclercs Karriere gefährdet war, vermittelte ihm Vater Bianchi Sponsoren. Leclerc hat zwei Brüder. Sein jüngerer Bruder Arthur ist ebenfalls Rennfahrer. Charles Leclerc spricht Französisch, Italienisch und Englisch.

## Karriere

### Kartsport (2005–2013)
Leclerc begann seine Motorsportkarriere 2005 im Kartsport, in dem er bis 2013 aktiv blieb. 2009 wurde er der bis dahin jüngste Sieger der französischen Kartmeisterschaft in der Cadet-Klasse. 2010 gewann er als bis dahin jüngster Fahrer die KF3-Klasse des Monaco-Kart-Cups. 2011 erzielte Leclerc Gesamtsiege im CIK-FIA-Weltcup der KF3 sowie in der CIK-FIA-Kart-Akademie-Trophäe. 2012 gewann er die KF2-Kategorie der WSK Euro Series und wurde Zweiter in der KF2-Klasse der CIK-FIA-Karteuropameisterschaft sowie in der U18-CIK-FIA-Kartweltmeisterschaft. 2013 fuhr Leclerc unter anderem in der KZ-Klasse der Europa- und Weltmeisterschaft. Während er in der Europameisterschaft den sechsten Platz erreichte, wurde er hinter Max Verstappen Zweiter in der Weltmeisterschaft.

### Formel Renault und Formel 3 (2014–2015)
2014 wechselte Leclerc in den Formelsport zu Fortec Motorsports in die Formel Renault. Er gewann zwei Rennen und erreichte insgesamt neun Podest-Platzierungen. Mit 199 zu 300 Punkten beendete er die Saison auf dem zweiten Platz hinter Nyck de Vries. Darüber hinaus absolvierte Leclerc mit Fortec sechs Gaststarts im Formel Renault 2.0 Eurocup. Dabei kam er dreimal auf dem zweiten Platz ins Ziel. 2015 erhielt Leclerc bei Van Amersfoort Racing ein Cockpit in der europäischen Formel-3-Meisterschaft. Bereits beim ersten Rennwochenende in Silverstone gelang ihm sein erster Sieg. In Hockenheim, Spa-Francorchamps und Nürnberg gewann er ebenfalls. Als bester Fahrer seines Teams erreichte er den vierten Platz in der Fahrerwertung.

### GP3-Serie (2016)
2016 wechselte Leclerc zu ART Grand Prix in die GP3-Serie. Er gewann den Saisonauftakt in Barcelona sowie die Hauptrennen in Spielberg und Spa-Francorchamps. Bei insgesamt acht Rennen stand er auf dem Podium. Mit 202 zu 177 Punkten setzte er sich gegen seinen Teamkollegen Alexander Albon durch und entschied die Meisterschaft für sich. Darüber hinaus wurde Leclerc 2016 ins Förderprogramm (Driver Academy) der Scuderia Ferrari aufgenommen. In dieser Funktion absolvierte er Formel-1-Testfahrten für Ferrari und Haas.

### Formel 2 (2017)

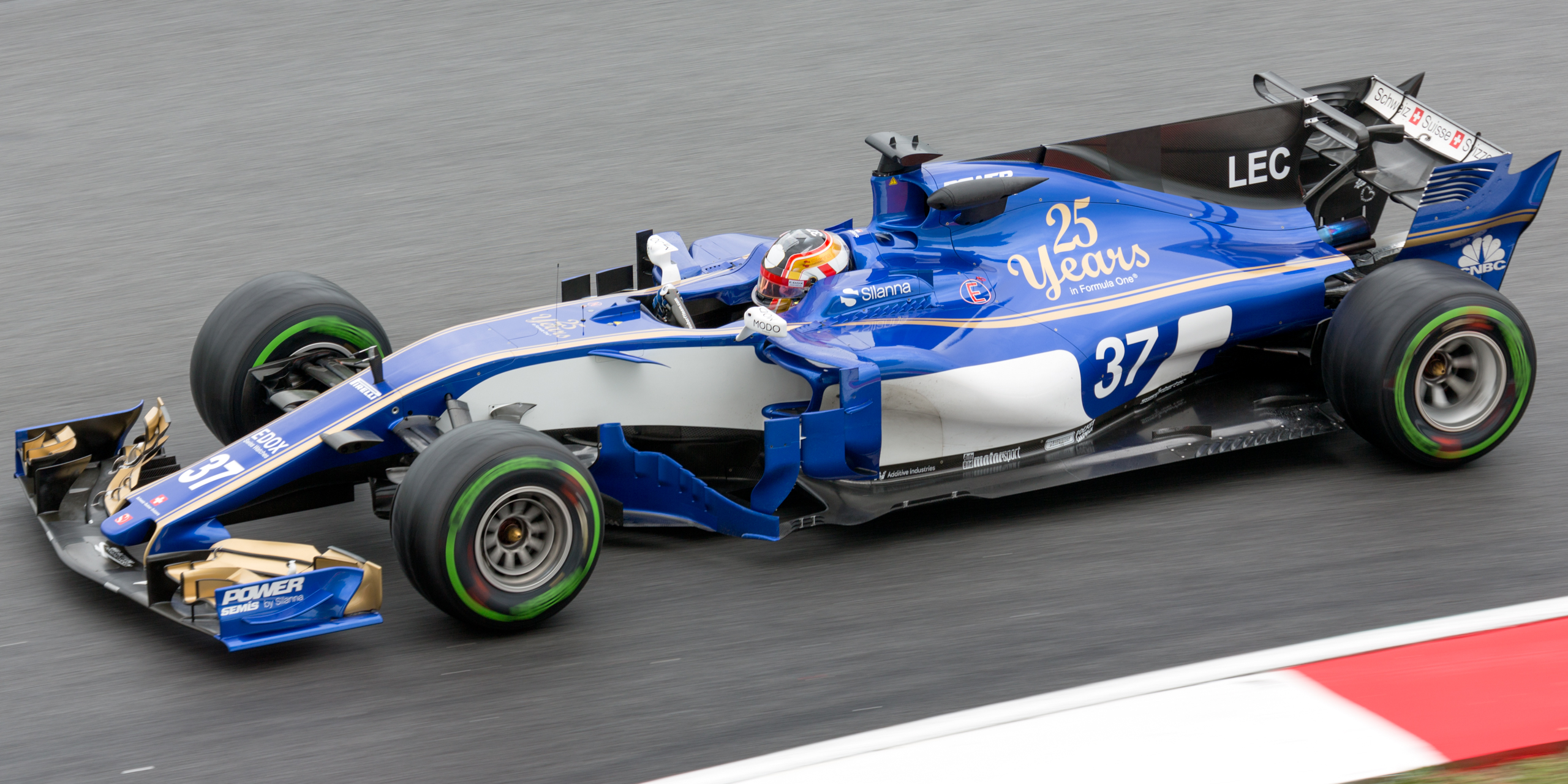
Charles Leclerc 2017 im Sauber

2017 erhielt Leclerc bei Prema Racing ein Cockpit in der FIA-Formel-2-Meisterschaft. Er gewann je ein Rennen in as-Sachir, Barcelona, Baku, Spielberg und Silverstone. Mit einem weiteren Sieg beim Hauptrennen in Jerez entschied er die Meisterschaft bereits beim vorletzten Rennwochenende für sich. Zudem blieb er Formel-1-Testfahrer und absolvierte Testfahrten für Ferrari und Sauber.

### Formel 1 (seit 2018)

#### Sauber (2018)
2018 wurde Leclerc in der Formel-1-Weltmeisterschaft Stammfahrer bei Sauber. Er wählte als seine permanente Startnummer die #16. Bei seinem Debütrennen in Australien wurde er 13. Beim Großen Preis von Aserbaidschan erzielte er als Sechster seine ersten Punkte in der Formel-1-Weltmeisterschaft. Er ist damit zugleich der erste monegassische Fahrer seit Louis Chiron 1950, der Punkte in einem Rennen zur Formel-1-Weltmeisterschaft erzielte. Beim Großen Preis von Frankreich qualifizierte er sich als Achter erstmals in den Top 10 für das Rennen. Insgesamt erzielte er zehn Punkteplatzierungen. Am Saisonende belegte er den 13. Gesamtrang mit 39 Punkten.

#### Ferrari (seit 2019)
2019

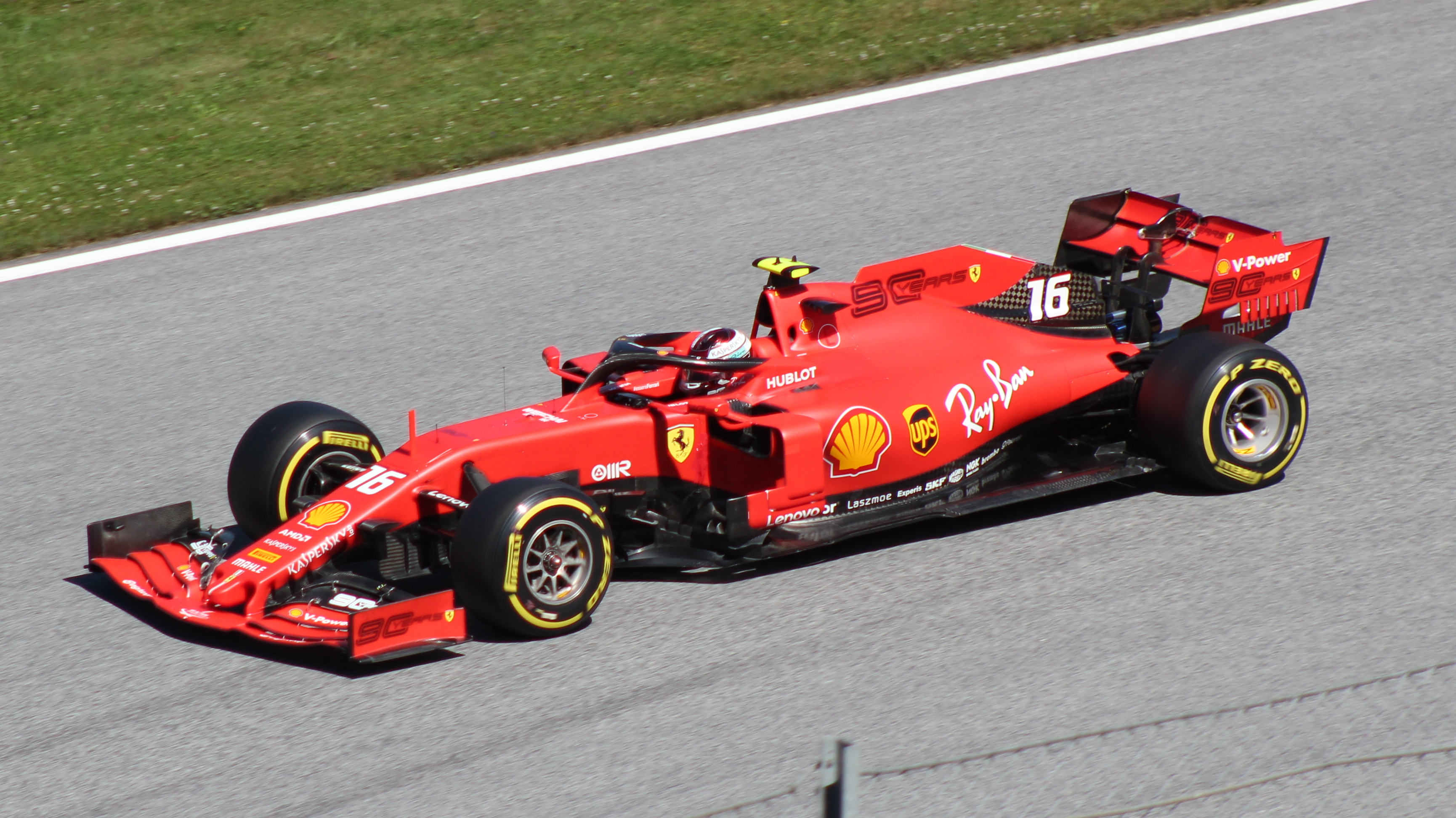
Charles Leclerc beim Großen Preis von Österreich 2019

2019 tauschte Leclerc das Cockpit mit Ferrari-Pilot Kimi Räikkönen und wurde neuer Teamkollege von Sebastian Vettel. Beim Saisonauftakt in Australien wurde er hinter Vettel Fünfter, durfte seinen Teamkollegen jedoch wegen einer Teamorder nicht überholen. Beim darauf folgenden Großen Preis von Bahrain erzielte er als erster Monegasse eine Pole-Position in der Formel-1-Weltmeisterschaft. Im Rennen erlitt Leclerc in Führung liegend einen technischen Defekt am Antrieb, sodass er langsamer wurde und bis zum Rennende noch auf Platz drei zurückfiel. Es war seine erste Podestplatzierung in der Formel-1-Weltmeisterschaft. In Kanada und Frankreich wurde er erneut Dritter. Beim Großen Preis von Österreich lag Leclerc lange in Führung, bevor er kurz vor Rennende von Max Verstappen überholt wurde und auf dem zweiten Platz ins Ziel kam. Anschließend folgte mit dem dritten Platz in Großbritannien eine weitere Podest-Platzierung. In Belgien gewann er, als erster Monegasse und jüngster Ferrari-Fahrer überhaupt, sein erstes Formel-1-Rennen. Anschließend gewann Leclerc in Italien als erster Ferrari-Pilot seit 2010 das Heimrennen seines Rennstalls. Dem folgte ein zweiter Platz in Singapur und ein dritter in Russland. Beim Saisonfinale in Abu Dhabi stand er als Dritter wieder auf dem Podium. Nach dem Rennen gab es noch eine Anhörung, weil bei der Benzinmenge in seinem Fahrzeug Unregelmäßigkeiten festgestellt wurden. Das Team erhielt eine Geldstrafe von 50.000 Euro. Die Saison schloss er auf dem vierten Gesamtrang mit 264 Punkten ab, was sein bestes Ergebnis in der Formel 1 ist. Er setzte sich dabei teamintern auf Anhieb gegen Mehrfachweltmeister Vettel mit 264 zu 240 Punkten durch.
Am 23. Dezember 2019 wurde bekanntgegeben, dass Leclerc seinen Vertrag bei Ferrari bis 2024 verlängert hat.
2020
Im Frühjahr 2020 nahm er an den offiziellen virtuellen Formel-1-Rennen teil, die anstatt der wegen der COVID-19-Pandemie ausgefallenen oder verschobenen Rennen stattfanden, und gewann die Virtual Grand Prix von Australien und China. Zudem wurde im Mai bekannt, dass er ab 2021 mit Carlos Sainz jr. einen neuen Teamkollegen erhält.
Beim ersten Rennen, dem Großen Preis von Österreich, dessen Ausgang durch zahlreiche Ausfälle beeinflusst wurde, belegte er den zweiten Platz. Beim darauf folgenden Rennen, dem Steiermark-GP, schied er nach einer Kollision mit dem Teamkollegen Vettel in der ersten Runde aus. Beim Großen Preis von Großbritannien wurde er Dritter und profitierte dabei von einem Reifenschaden am Mercedes von Valtteri Bottas. Nach einer Kollision mit Max Verstappen und Sergio Pérez in der ersten Runde des Großen Preises von Sachir bekam Leclerc zwei Strafpunkte auf seine Formel-1-Fahrerlizenz. Zudem erhielt er eine Rückversetzung um drei Startpositionen beim nächsten Rennen in Abu Dhabi. Er beendete die Saison auf dem achten Platz der Fahrerwertung mit 98 Punkten.
2021
Beim Saisonauftakt, der diesmal in Bahrain und nicht wie üblich in Australien stattfand, erreichte Leclerc nach verhältnismäßig schwacher Vorsaison für Ferrari den vierten Rang im Qualifying. Im Rennen fiel er schließlich auf den sechsten Rang zurück. Sein neuer Teamkollege Sainz schaffte es im Debütrennen nur auf den achten Platz. Trotz Unfall im Training beim Großen Preis der Emilia-Romagna, schaffte er es auf den vierten Platz im Qualifying. Im Rennen hinderte ihm mangelnde Geschwindigkeit des Autos zu Lando Norris, das Podium zu erreichen. Nach roter Flagge zur Hälfte des Rennens verlor er durch ein technisches Problem außerdem auch noch den Kontakt zur Boxengasse. In Portugal erreichte er einen soliden sechsten Platz, während er in Spanien erneut mit dem vierten Platz knapp am Podest vorbeifuhr. Bei seinem Heim-Grand-Prix in Monaco hatte Leclerc wie auch schon 2018 und 2019 Pech. Beide Fahrer von Ferrari zeigten in den Trainings starke Leistungen. Im Qualifying fuhr Leclerc in Q3 zur schnellsten Zeit, bevor er in der letzten fliegenden Runde zu stark in die letzte Schikane einbog und mit der Streckenbegrenzung kollidierte, an der seine Vorderradaufhängung brach. Anschließend rutschte er in die Barrieren, was auch die rechte hintere Radaufhängung beschädigte.
Nach interner Überprüfung konnte kein Schaden am Getriebe durch diesen Unfall festgestellt werden, was eine Strafversetzung von fünf Positionen bedeutet hätte. Am Renntag stellte Leclerc in der Einführungsrunde allerdings Probleme am Wagen fest, fuhr in die Box und konnte in weiterer Folge nicht am Rennen teilnehmen. Ein Schaden an der linken Antriebswelle machte ein Antreten nicht möglich. Er wäre bei Antritt nach Louis Chiron in 1936 der zweite monegassische Fahrer in der Geschichte der Formel 1 gewesen, der in seinem Heimrennen in Monaco von der Pole Position hätte starten können. Beim anschließenden Rennen in Aserbaidschan erzielte er erneut die Pole Position, fiel jedoch im Rennverlauf auf den vierten Platz zurück. Beim Großen Preis von Großbritannien, wo er den zweiten Platz belegte, erreichte er seine einzige Podiumsplatzierung der Saison. Die Saison schloss Charles Leclerc mit 159 Punkten auf dem siebten Gesamtrang ab.
2022

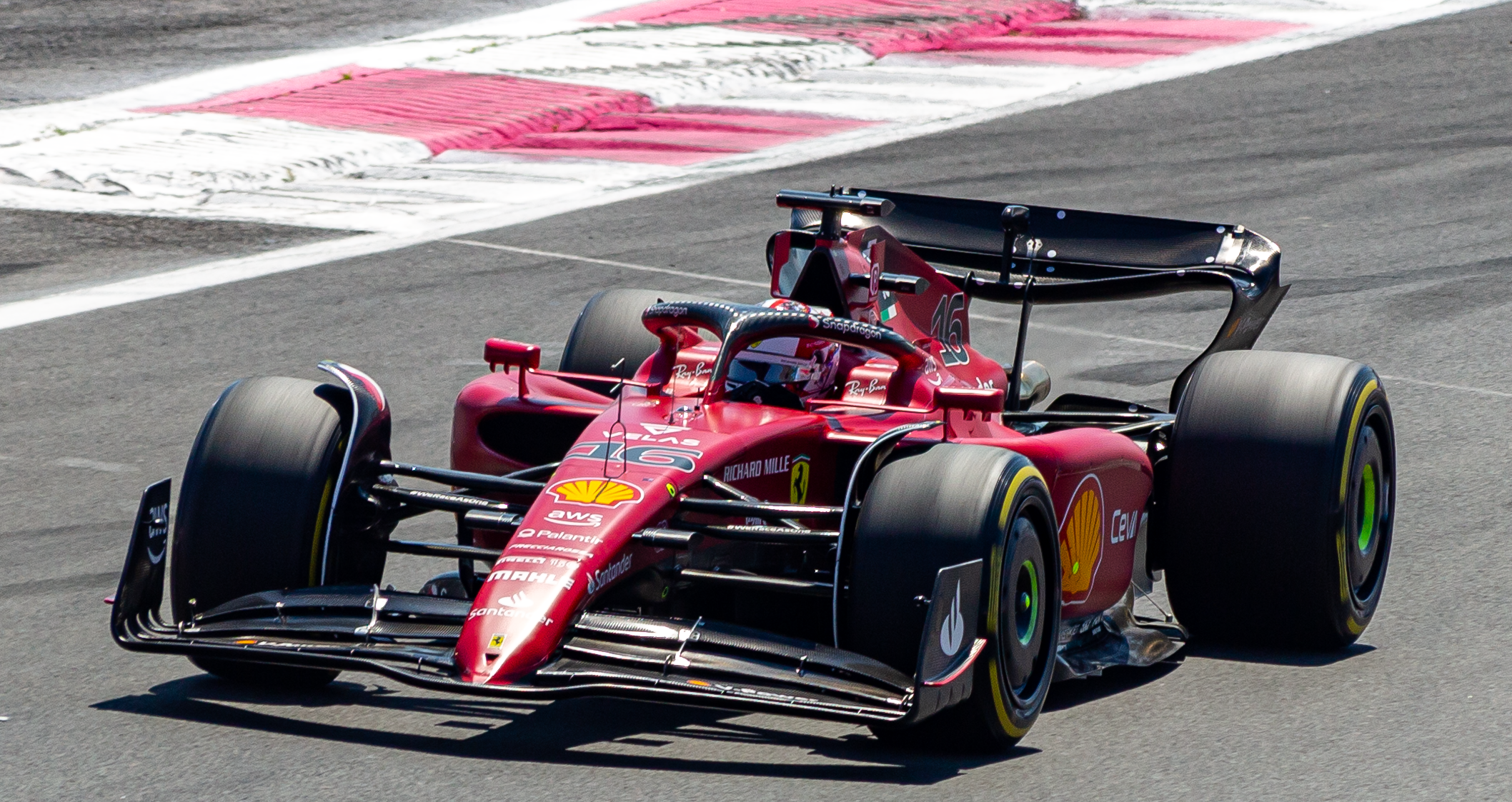
Leclerc beim Großen Preis von Frankreich 2022

Auch 2022 fuhren Charles Leclerc und Carlos Sainz wieder für Ferrari. Nachdem Leclerc im Qualifying zum Auftaktrennen in Bahrain seine 10. Pole Position erzielt hatte, gewann er auch das anschließende Rennen. Es war sein erster Sieg seit dem Großen Preis von Italien 2019 und der erste Sieg seines Teams seit dem Großen Preis von Singapur 2019, als Sebastian Vettel gewann. Beim darauf folgenden Großen Preis von Saudi-Arabien wurde er Zweiter hinter Max Verstappen. Im darauffolgenden großen Preis von Australien konnte er seinen ersten Grand Slam erzielen. Am 29. Mai belegte Charles Leclerc beim GP von Monaco den 4. Platz, nachdem er von der Pole-Position gestartet war, eine missglückte Strategie ihn jedoch seinen ersten Heimsieg gekostet hatte. In Aserbaidschan musste Leclerc das Rennen nach einem Motorschaden vorzeitig aufgeben. Nach einem 5. Platz beim Großen Preis von Kanada und einen 4. Platz in Silverstone konnte Leclerc beim Großen Preis von Österreich seinen 3. Saisonsieg einfahren. Beim Großen Preis von Frankreich startete Leclerc erneut von der Pole. Nach einem Fahrfehler in Runde 17 schied Leclerc in Führung aus und musste das Rennen aufgeben. Max Verstappen konnte das Rennen für sich entscheiden und den Vorsprung in der Fahrerwertung auf 63 Punkte ausbauen. Leclerc beendete die Saison mit 146 Punkten Rückstand auf den ersten Platz als Vizemeister, was sein bestes Ergebnis seiner Formel 1 Karriere war.
2023
Bevor die Saison begann, wurde am 13. Dezember 2022 bekanntgegeben, dass 2023 Frédéric Vasseur zum neuen Teamchef der Scuderia Ferrari ernannt wurde und somit Mattia Binotto ablöste. Die Fahrerpaarung mit Leclerc und Sainz bleibt aber auch 2023 gleich. Beim Auftaktrennen in Bahrain fuhr Leclerc im Qualifying auf den dritten Platz, schied im Rennen aber aufgrund eines technischen Problems aus. In Saudi-Arabien wurde er aufgrund eines Getriebewechsels um zehn Startplätze nach hinten versetzt und beendete das Rennen auf dem siebten Platz. Zum Großen Preis von Australien schied Leclerc in der ersten Runde nach einer Kollision mit Lance Stroll aus dem Rennen aus. Nach einem ersten Podium in Aserbaidschan und einem siebten Platz in Miami kam er im Heimrennen, nachdem Ferrari ihn zu spät in die Box geholt hatte, auf den sechsten Platz. Nachdem in Spanien unter Parc-fermé-Bedingungen an seinem Wagen gearbeitet worden war und er deshalb aus der Box hatte starten müssen, landete er außerhalb der Punkteränge. Nach ein paar Rennen innerhalb der besten 10 (Silverstone, Ungarn, Kanada), schaffte er sowohl in Österreich (zweiter) als auch in Belgien (dritter), das Podium. In Zandvoort musste Leclerc den Wagen nach einer Kollision mit Piastri abstellen. In den nächsten drei Rennen wurde er jeweils Vierter, in Katar, Fünfter. Zum Großen Preis der USA wurde Leclerc nachträglich disqualifiziert. Nach einem Podium in Mexiko, schied er in Brasilien bereits in der Einführungsrunde aufgrund Hydraulikproblemen aus. In den letzten beiden Rennen wurde er jeweils Zweiter.
2024

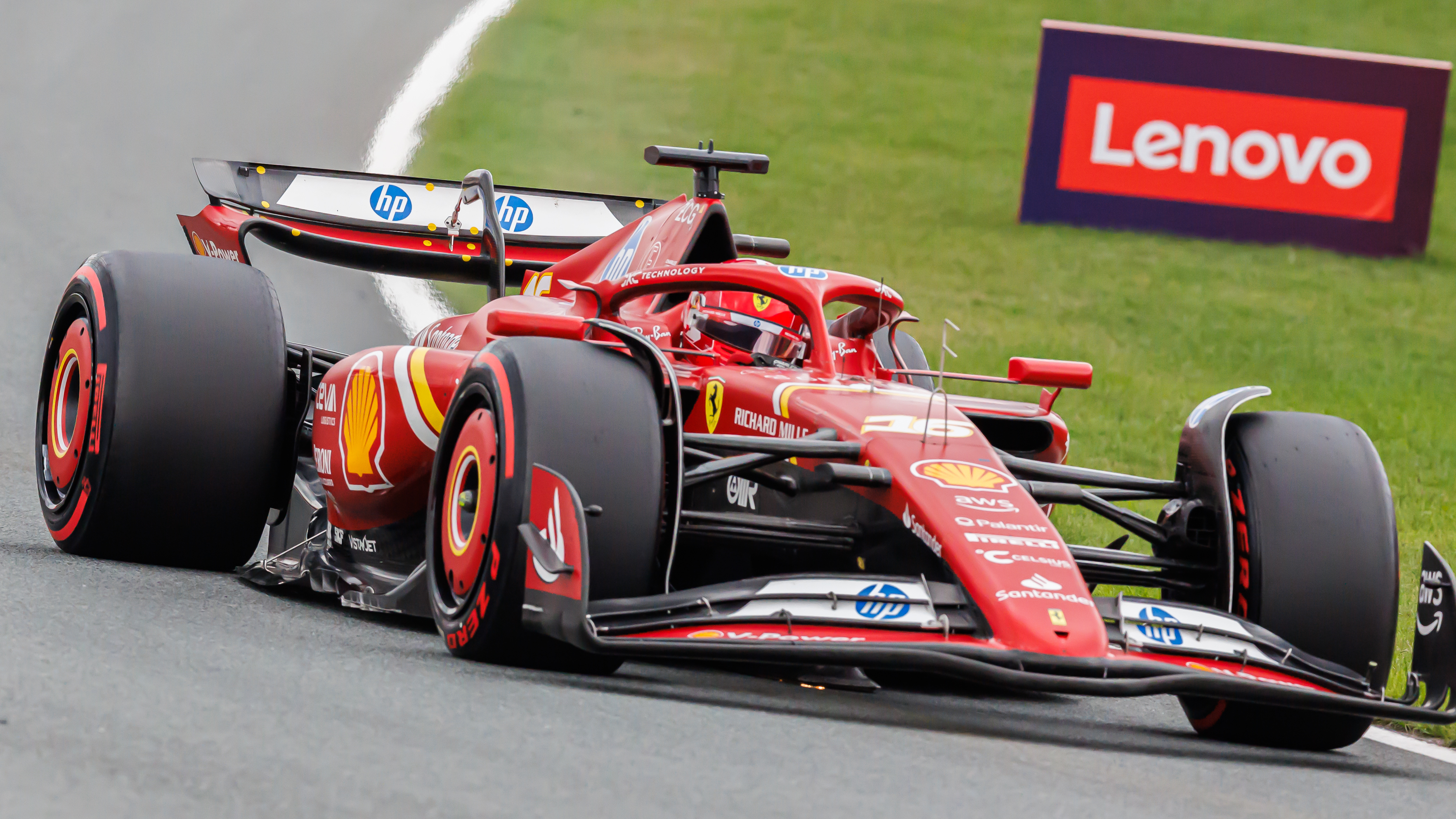
Leclerc beim Großen Preis der Niederlande 2024

Noch vor Saisonstart gab Ferrari bekannt, dass Leclercs Vertrag über die Saison 2024 hinaus verlängert wurde, während Teamkollege Sainz das Team nach der Saison verlassen würde. Zum Saisonstart in Bahrain konnte er zwar von Startplatz 2 starten, hatte jedoch im Rennen Probleme mit den Bremsen und fiel so bis auf Platz vier zurück. Sein erstes Podium konnte er sich mit einem dritten Platz im Folgerennen in Saudi-Arabien sichern. Den Großen Preis von Australien gewann Teamkollege Sainz vor Leclerc, worauf dieser in der Fahrerwertung auf Platz zwei vorkam. Mit guten Ergebnissen der Red-Bull-Fahrer in Japan und China verlor er diesen allerdings an Sergio Pérez. Die beiden Folgerennen in Miami und der Emilia-Romagna beendete er auf Platz drei und kam so erneut auf Platz zwei vor. Dazu tauschte Ferrari vor dem Rennen in Italien Leclercs bisherigen Renningenieur Xavi Marcos gegen den Performance-Ingenieur Bryan Bozzi aus. Beim Heimrennen in Monaco konnte sich Leclerc im Qualifying durchsetzen und von der Pole-Position starten. Beim Rennstart kam es zu einem Massencrash der zu einer roten Flagge führte, woraufhin alle Fahrer ihre Reifen wechselten und somit ihren Pflichtboxenstopp absolvierten. Leclerc konnte daraufhin über die 78 Runden die Führung behalten und gewann so erstmals im Fürstentum. Das Folgerennen in Kanada verlief aus Ferrari-Sicht allerdings weniger erfolgreich: sowohl Sainz als auch Leclerc schieden aus und verloren wichtige Punkte. Am 1. September 2024 feierte er beim Großen Preis von Italien in Monza seinen zweiten Saisonsieg. Seinen letzten Sieg der Saison feierte er in Austin und belegte insgesamt den dritten Rang der Fahrerwertung.
2025
Seit 2019 fand der Saisonauftakt erstmals wieder in Melbourne statt. Lewis Hamilton ist sein neuer Teamkollege und ersetzt Carlos Sainz. Leclerc kam beim ersten Rennen aufgrund turbulenter Wetterverhältnisse und mehrerer Safety Car-Phasen über Rang acht nicht hinaus. Auch das zweite Rennen in Shanghai lief für beide Ferraris unglücklich. Beide Fahrer wurden, nach soliden Ergebnissen auf Platz fünf und sechs, nachträglich disqualifiziert. Im Falle von Leclerc unterschritt sein Bolide mit 799 Kilogramm das Mindestgewicht von 800 Kilogramm.

## Sonstiges
Am 24. Mai 2020 wurde in Monaco ein Remake des Kurzfilms C’etait un Rendezvous gedreht. Dabei spielte Charles Leclerc die Hauptrolle. In dem Film fuhr der Rennfahrer zum Großteil in einem Ferrari SF90 Stradale in hoher Geschwindigkeit durch die Straßen Monacos, die für die Dreharbeiten abgesperrt wurden.
Im selben Jahr nahm er an dem virtuellen 24-Stunden-Rennen von Le Mans teil. In der GT-Klasse fuhr er zusammen mit u. a. Antonio Giovinazzi den Ferrari 488 GTE mit der Nummer #52 für das AF-Corse-Team. Zwischenzeitlich lag er auf dem vierten Klassenrang, doch technische Probleme warfen den Wagen zurück. Am Ende belegte Leclerc zusammen mit seinen Teamkollegen den 46. Gesamtrang. Trotzdem kündigte er nach dem Rennen in einem Interview an, irgendwann auch das reale 24-Stunden-Rennen von Le Mans bestreiten zu wollen.
Der im Jahr 2015 verstorbene Rennfahrer Jules Bianchi war sein Patenonkel.

## Statistik

### Karrierestationen
- 2005–2013: Kartsport
- 2014: Alpine Formel Renault (Platz 2)
- 2015: Europäische Formel 3 (Platz 4)
- 2016: GP3-Serie (Meister)
- 2016: Formel 1 (Testfahrer)
- 2017: Formel 2 (Meister)
- 2017: Formel 1 (Testfahrer)
- 2018: Formel 1 (Platz 13)
- 2019: Formel 1 (Platz 4)
- 2020: Formel 1 (Platz 8)
- 2021: Formel 1 (Platz 7)
- 2022: Formel 1 (Platz 2)
- 2023: Formel 1 (Platz 5)
- 2024: Formel 1 (Platz 3)
- 2025: Formel 1

### Einzelergebnisse in der europäischen Formel-3-Meisterschaft
| Jahr | Team                  | Motor      | 1   | 2   | 3   | 4   | 5   | 6   | 7   | 8   | 9   | 10  | 11  | 12  | 13  | 14  | 15  | 16  | 17  | 18  | 19  | 20  | 21  | 22  | 23  | 24  | 25  | 26  | 27  | 28  | 29  | 30  | 31  | 32  | 33  | Punkte | Rang |
| ---- | --------------------- | ---------- | --- | --- | --- | --- | --- | --- | --- | --- | --- | --- | --- | --- | --- | --- | --- | --- | --- | --- | --- | --- | --- | --- | --- | --- | --- | --- | --- | --- | --- | --- | --- | --- | --- | ------ | ---- |
| 2015 | Van Amersfoort Racing | Volkswagen | SIL | SIL | SIL | HO1 | HO1 | HO1 | PAU | PAU | PAU | MNZ | MNZ | MNZ | SPA | SPA | SPA | NOR | NOR | NOR | ZAN | ZAN | ZAN | SPI | SPI | SPI | POR | POR | POR | NÜR | NÜR | NÜR | HO2 | HO2 | HO2 | 363,5  | 4.   |
| 2015 | Van Amersfoort Racing | Volkswagen | 12  | 2   | 1   | 3   | 2   | 1   | 3   | 2   | 3   | 5   | DNF | 3   | 1   | 6   | 2   | 1   | 3   | 4   | 5   | DNF | 10  | 6   | 4   | 6   | 6   | 7   | 7   | 4   | 5   | 5   | 8   | 10  | 21  | 363,5  | 4.   |

### Einzelergebnisse in der GP3-Serie
| Jahr | Team           | 1   | 2   | 3   | 4   | 5   | 6   | 7   | 8   | 9   | 10  | 11  | 12  | 13  | 14  | 15  | 16  | 17  | 18  | Punkte | Rang |
| ---- | -------------- | --- | --- | --- | --- | --- | --- | --- | --- | --- | --- | --- | --- | --- | --- | --- | --- | --- | --- | ------ | ---- |
| 2016 | ART Grand Prix | ESP | ESP | AUT | AUT | GBR | GBR | HUN | HUN | GER | GER | BEL | BEL | ITA | ITA | MAS | MAS | UAE | UAE | 202    | 1.   |
| 2016 | ART Grand Prix | 1   | 9   | 1   | DNF | 2   | 3   | 6   | 3   | 5   | 3   | 1   | 6   | 4   | DNF | 3   | 5   | DNF | 9   | 202    | 1.   |

### Einzelergebnisse in der FIA-Formel-2-Meisterschaft
| Jahr | Team         | 1   | 2   | 3   | 4   | 5   | 6   | 7   | 8   | 9   | 10  | 11  | 12  | 13  | 14  | 15  | 16  | 17  | 18  | 19  | 20  | 21  | 22  | Punkte | Rang |
| ---- | ------------ | --- | --- | --- | --- | --- | --- | --- | --- | --- | --- | --- | --- | --- | --- | --- | --- | --- | --- | --- | --- | --- | --- | ------ | ---- |
| 2017 | Prema Racing | BRN | BRN | ESP | ESP | MON | MON | AZE | AZE | AUT | AUT | GBR | GBR | HUN | HUN | BEL | BEL | ITA | ITA | ESP | ESP | UAE | UAE | 282    | 1.   |
| 2017 | Prema Racing | 3   | 1   | 1   | 4   | DNF | DNF | 1   | 2   | 1   | DNF | 1   | 5   | 4   | 4   | DSQ | 5   | 17  | 9   | 1   | 7   | 2   | 1   | 282    | 1.   |

### Statistik in der Formel-1-Weltmeisterschaft
Diese Statistik umfasst alle Teilnahmen des Fahrers an der Formel-1-Weltmeisterschaft.

#### Grand-Prix-Siege
| - 2019: Belgien (Spa-Francorchamps) - 2019: Italien (Monza) - 2022: Bahrain (as-Sachir) - 2022: Australien (Melbourne) - 2022: Österreich (Spielberg) - 2024: Monaco (Monte Carlo) - 2024: Italien (Monza) - 2024: USA (Austin) |

#### Gesamtübersicht
(Stand: Großer Preis von Ungarn, 3. August 2025)
| Saison | Team                            | Chassis        | Motor                | Rennen | Siege | Zweiter | Dritter | Poles | schn. Rennrunden | Punkte | WM-Pos. |
| ------ | ------------------------------- | -------------- | -------------------- | ------ | ----- | ------- | ------- | ----- | ---------------- | ------ | ------- |
| 2018   | Alfa Romeo Sauber F1 Team       | Sauber C37     | Ferrari 1.6 V6 Turbo | 21     | −     | −       | −       | −     | −                | 39     | 13.     |
| 2019   | Scuderia Ferrari Mission Winnow | Ferrari SF90   | Ferrari 1.6 V6 Turbo | 21     | 2     | 2       | 6       | 7     | 4                | 264    | 4.      |
| 2020   | Scuderia Ferrari Mission Winnow | Ferrari SF1000 | Ferrari 1.6 V6 Turbo | 17     | −     | 1       | 1       | −     | −                | 98     | 8.      |
| 2021   | Scuderia Ferrari Mission Winnow | Ferrari SF21   | Ferrari 1.6 V6 Turbo | 21     | −     | 1       | −       | 2     | −                | 159    | 7.      |
| 2022   | Scuderia Ferrari                | Ferrari F1-75  | Ferrari 1.6 V6 Turbo | 22     | 3     | 5       | 3       | 9     | 3                | 308    | 2.      |
| 2023   | Scuderia Ferrari                | Ferrari SF-23  | Ferrari 1.6 V6 Turbo | 21     | −     | 3       | 3       | 5     | −                | 206    | 5.      |
| 2024   | Scuderia Ferrari                | Ferrari SF-24  | Ferrari 1.6 V6 Turbo | 24     | 3     | 3       | 7       | 3     | 3                | 356    | 3.      |
| 2025   | Scuderia Ferrari HP             | Ferrari SF-25  | Ferrari 1.6 V6 Turbo | 14     | −     | 1       | 4       | 1     | −                | 151    | 5.      |
| Gesamt | Gesamt                          | Gesamt         | Gesamt               | 161    | 8     | 16      | 24      | 27    | 10               | 1581   |         |

#### Einzelergebnisse
| Saison | 1    | 2   | 3  | 4   | 5   | 6  | 7   | 8   | 9   | 10  | 11  | 12  | 13  | 14 | 15  | 16  | 17  | 18   | 19  | 20   | 21 | 22 | 23 | 24 |
| ------ | ---- | --- | -- | --- | --- | -- | --- | --- | --- | --- | --- | --- | --- | -- | --- | --- | --- | ---- | --- | ---- | -- | -- | -- | -- |
| 2018   |      |     |    |     |     |    |     |     |     |     |     |     |     |    |     |     |     |      |     |      |    |    |    |    |
| 13     | 12   | 19  | 6  | 10  | 18* | 10 | 10  | 9   | DNF | 15  | DNF | DNF | 11  | 9  | 7   | DNF | DNF | 7    | 7   | 7    |    |    |    |    |
| 2019   |      |     |    |     |     |    |     |     |     |     |     |     |     |    |     |     |     |      |     |      |    |    |    |    |
| 5      | 3    | 5   | 5  | 5   | DNF | 3  | 3   | 2   | 3   | DNF | 4   | 1   | 1   | 2  | 3   | 6   | 4   | 4    | 18* | 3    |    |    |    |    |
| 2020   |      |     |    |     |     |    |     |     |     |     |     |     |     |    |     |     |     |      |     |      |    |    |    |    |
| 2      | DNF  | 11  | 3  | 4   | DNF | 14 | DNF | 8   | 6   | 7   | 4   | 5   | 4   | 10 | DNF | 13  |     |      |     |      |    |    |    |    |
| 2021   |      |     |    |     |     |    |     |     |     |     |     |     |     |    |     |     |     |      |     |      |    |    |    |    |
| 6      | 4    | 6   | 4  | DNS | 4   | 16 | 7   | 8   | 2   | DNF | 8   | 5   | 4   | 15 | 4   | 4   | 5   | 5    | 8   | 8    | 10 |    |    |    |
| 2022   |      |     |    |     |     |    |     |     |     |     |     |     |     |    |     |     |     |      |     |      |    |    |    |    |
| 1      | 2    | 1   | 62 | 2   | DNF | 4  | DNF | 5   | 4   | 12  | DNF | 6   | 6   | 3  | 2   | 2   | 3   | 3    | 6   | 46   | 2  |    |    |    |
| 2023   |      |     |    |     |     |    |     |     |     |     |     |     |     |    |     |     |     |      |     |      |    |    |    |    |
| DNF    | 7    | DNF | 32 | 7   | C   | 6  | 11  | 4   | 2   | 9   | 7   | 35  | DNF | 4  | 4   | 4   | 5   | DSQ3 | 3   | DNS5 | 2  | 2  |    |    |
| 2024   |      |     |    |     |     |    |     |     |     |     |     |     |     |    |     |     |     |      |     |      |    |    |    |    |
| 4      | 3    | 2   | 4  | 4   | 32  | 3  | 1   | DNF | 5   | 117 | 14  | 4   | 3   | 3  | 1   | 2   | 5   | 14   | 3   | 53   | 4  | 25 | 3  |    |
| 2025   |      |     |    |     |     |    |     |     |     |     |     |     |     |    |     |     |     |      |     |      |    |    |    |    |
| 8      | DSQ5 | 4   | 4  | 3   | 7   | 6  | 2   | 3   | 5   | 3   | 14  | 34  | 4   |    |     |     |     |      |     |      |    |    |    |    |

| Legende  | Legende            | Legende                                                          |
| Farbe    | Abkürzung          | Bedeutung                                                        |
| -------- | ------------------ | ---------------------------------------------------------------- |
| Gold     | –                  | Sieg                                                             |
| Silber   | –                  | 2. Platz                                                         |
| Bronze   | –                  | 3. Platz                                                         |
| Grün     | –                  | Platzierung in den Punkten                                       |
| Blau     | –                  | Klassifiziert außerhalb der Punkteränge                          |
| Violett  | DNF                | Rennen nicht beendet (did not finish)                            |
| Violett  | NC                 | nicht klassifiziert (not classified)                             |
| Rot      | DNQ                | nicht qualifiziert (did not qualify)                             |
| Rot      | DNPQ               | in Vorqualifikation gescheitert (did not pre-qualify)            |
| Schwarz  | DSQ                | disqualifiziert (disqualified)                                   |
| Weiß     | DNS                | nicht am Start (did not start)                                   |
| Weiß     | WD                 | zurückgezogen (withdrawn)                                        |
| Hellblau | PO                 | nur am Training teilgenommen (practiced only)                    |
| Hellblau | TD                 | Freitags-Testfahrer (test driver)                                |
| ohne     | DNP                | nicht am Training teilgenommen (did not practice)                |
| ohne     | INJ                | verletzt oder krank (injured)                                    |
| ohne     | EX                 | ausgeschlossen (excluded)                                        |
| ohne     | DNA                | nicht erschienen (did not arrive)                                |
| ohne     | C                  | Rennen abgesagt (cancelled)                                      |
| ohne     | keine WM-Teilnahme |                                                                  |
| sonstige | P/fett             | Pole-Position                                                    |
| sonstige | 1/2/3/4/5/6/7/8    | Punktplatzierung im Sprint-/Qualifikationsrennen                 |
| sonstige | SR/kursiv          | Schnellste Rennrunde                                             |
| sonstige | *                  | nicht im Ziel, aufgrund der zurückgelegten Distanz aber gewertet |
| sonstige | ()                 | Streichresultate                                                 |
| sonstige | unterstrichen      | Führender in der Gesamtwertung                                   |

## Auszeichnungen
2019 gewann Leclerc bei der Verleihung der Gazzetta Sports Awards in der Kategorie Leistung des Jahres („Exploit dell’anno“).